# پتر یوهانا
پتر یوهانا (چکی: Petr Johana؛ زادهٔ ۱ نوامبر ۱۹۷۶) بازیکن فوتبال اهل جمهوری چک بود.
از باشگاه‌هایی که در آن بازی کرده‌است می‌توان به باشگاه فوتبال اسلاویا پراگ، باشگاه فوتبال اسپارتا پراگ، باشگاه فوتبال ملادا بولسلاف، باشگاه فوتبال مانیسااسپور، و باشگاه فوتبال اسلوان لیبرتس اشاره کرد.
وی همچنین در تیم ملی فوتبال جمهوری چک بازی کرده‌است.